# Goosebumps: Страховити истории
„Goosebumps: Страховити истории“ (на английски: Goosebumps) е американски филм от 2015 г. на режисьора Роб Летерман. Сценарият на Дарън Лемке е написан по историята на Скот Александър и Лари Карашевски, базирана на поредицата „Настръхнали истории“ на Робърт Стайн. Филмът е заснет между 23 април и 16 юли 2014 г.